# Lavoine
Lavoine település Franciaországban, Allier megyében. Lakosainak száma 152 fő (2022. január 1.). Lavoine Ferrières-sur-Sichon, La Guillermie, Laprugne, Saint-Priest-la-Prugne, Palladuc és Saint-Victor-Montvianeix községekkel határos.

## Népesség
A település népességének változása:
| Lakosok száma | 333  | 265  | 218  | 155  | 159  | 156  | 146  | 149  | 149  | 152  |
|               | 1968 | 1982 | 1990 | 2006 | 2013 | 2015 | 2017 | 2019 | 2020 | 2022 |